# Eugen Jonas
Eugen Jonas (eigentlich Eugen Jonáš; * 6. November 1928 in Nove Zamky) ist ein tschechoslowakischer Psychiater, Gynäkologe und Astrologe.

## Leben
Eugen Jonas wurde durch eine ungewöhnliche Familienplanungsmethode bekannt, die er in den frühen 1950er Jahren als junger Arzt auf der Basis von astrologischen Überlieferungen entwickelte und damit auf großen Widerstand seiner ärztlichen Kollegen stieß. Im Rahmen parawissenschaftlicher Forschungsprojekte der 60er Jahre im damaligen Ostblock konnte er seine Methode durch zahlreiche Vorträge bekannt machen. Veröffentlicht wurde die Methode als Mondphasenwinkel-Theorie. Nach dieser Theorie kann bei einer Frau ein zusätzlicher Eisprung ausgelöst werden, wenn die aktuelle Mondphase mit derjenigen, die zur Geburtszeit der Frau bestand, übereinstimmt. Demzufolge reagieren viele Frauen in ihrer gebärfähigen Lebensphase synchron auf die monatliche Wiederholung des aktuellen Mondphasenwinkels mit erhöhter Empfängnisbereitschaft, der sich Monat für Monat wiederholt.
Nach Jonas soll das Geschlecht von Nachkommen mit bestimmten Mondphasen zum Zeitpunkt der Zeugung in Zusammenhang stehen. Entscheidend für das Geschlecht des Kindes soll jenes astrologische Zeichen sein, in welchem der Mond zum Zeitpunkt der eigenen Zeugung steht. Laut Jonas biete seine Methode, die im Westen meist als „Kosmobiologische Methode“ oder „Kosmobiologische Empfängnisplanung“ bezeichnet wird, eine 98%ige Sicherheit bei der Geschlechtswahl, sofern der Zeugungszeitpunkt so gewählt wird, dass der Mond in der Mitte des gewünschten ekliptikalen Segmentes (männlich oder weiblich) steht, wenn die fruchtbarste Phase einer Frau vorherrscht.
Der Mond wechselt auf seiner Bahn ca. alle 2 ½ Tage zwischen einem weiblichen und einem männlichen Abschnitt. Ausschlaggebend für das Geschlecht des Kindes ist jedoch der exakte Zeitpunkt der Befruchtung der weiblichen Eizelle. Die Tatsache, dass es Zwillinge unterschiedlichen Geschlechts gibt, erklärt Jonas damit, dass in diesen Fällen der Mond sich zum Zeitpunkt der Zeugung genau zwischen zwei weiblichen und männlichen Segmenten befunden hätte.
Das Astra-Forschungszentrum in Nitra führte hierzu Reihenuntersuchungen und statistische Erhebungen durch. Die externe wissenschaftliche Schirmherrschaft über die wissenschaftliche Tätigkeit des Zentrums Astra hatte die Untersektion der Biosoziologie (Astrobiologie) der Sektion Integrale Anthropologie der Tschechoslowakischen Soziologischen Gesellschaft in der Akademie der Wissenschaften in Prag.
Ziel der zweijährigen Untersuchungen war es, die These zu überprüfen, dass es außer dem bekannten Periodenzyklus einen weiteren individuellen Zyklus gibt, der mit den Mondphasen in Zusammenhang steht. Es wurden die früheren Arbeiten und einige seiner Kollegen (Kurt Rechnitz, Jiri Malek) ausgewertet, die seit 1956 unternommen wurden und weitere Studien entwickelt. Kurt Rechnitz kombinierte die Jonas Methode mit dem etablierten Menstruationszyklus zu einer komplexeren Methode namens „Jonas-Reichnitz-Methode“, die sowohl zur Verhütung als auch zur Geschlechtsplanung verwendet wird.
Nach Jonas käme dem Geburtsmoment (Monphasenwinkel zur Zeit der Geburt) eine auf den zukünftigen Fruchtbarkeitszyklus biologisch determinierende Bedeutung zu, die ausschließlich in der Astrologie zu den theoretischen Grundlagen gehört.